# European Union of the Deaf Youth
Die European Union of the Deaf Youth ist eine Nichtregierungsorganisation parallel zur Europäische Union der gehörlosen Jugendgemeinschaft.

## Geschichte
Der EYDC (European Youth Deaf Council) wurde 1992 gegründet und änderte seinen Namen 1996 in seinen heutigen Namen.
Heute zählt sie 29 Mitglieder aus den europäischen Nationen und ihr Hauptsitz befindet sich in Brüssel.

## Mitglieder
| Nation | Jahr | Organisation                    |
| ------ | ---- | ------------------------------- |
|        | 1994 | Comitato Giovani Sordi Italiani |
|        | –    | KRSHND                          |
|        | –    | ÖGLB-Jugend                     |
|        | –    | FFSB-Jeunes and Jong-Fevlado    |
|        | –    | SGN BiH                         |
|        | –    | MOSGB                           |
|        | –    | CDY                             |
|        | –    | DDU                             |
|        | –    | EKNO                            |
|        | –    | FAD                             |
|        | –    | JSF                             |
|        | –    | Deutsche Gehörlosen-Jugend      |
|        | –    | HDYC                            |
|        | –    | Puttalingar                     |
|        | –    | IDYA                            |
|        | –    | KADYS                           |
|        | –    | LNJO                            |
|        | –    | SBNDJ/Jongerencommissie         |
|        | –    | NDFU                            |
|        | –    | OSGNS                           |
|        | –    | ZOMDSP                          |
|        | –    | CJS-CNSE                        |
|        | –    | SDUF                            |
|        | –    | SDY                             |
|        | –    | TIEMFGM                         |
|        | –    | BDAY                            |

## Präsident
- 2017: Timothy Rowies
- 2025: Anna Muir-Weissbrodt[2]